# L'Eraclea
L'Eraclea (R.347/38) est un dramma per musica en trois actes du compositeur italien Alessandro Scarlatti sur un livret de Silvio Stampiglia, créé lors du carnaval, le 30 janvier 1700 au Teatro San Bartolomeo à Naples. Le grand succès de la première pousse à une reprise la même année, à Parme cette fois-ci.
La grande manière de Scarlatti à l'opéra, débute avec L'Eraclea,, alors que le musicien est âgé de quarante ans.
Les deux représentations de 1700 délivrent des éléments sur les conditions et l'environnement des spectacles. Les actes étaient séparés par des intermèdes dansés sans rapport avec l'opéra à Naples, alors que lors de la production de Parme, deux des personnages comiques de l'opéra, les pages Livio et Alfeo, brodent sur le caractère du héros ; un genre bien proche de l'intermezzo, trente ans avant La serva padrona de Pergolèse.
C'est aussi dans L'Eraclea qu'il inaugure la forme en trois mouvements de la sinfonia d'ouverture — vif, lent, vif —, qui deviendra le modèle de la symphonie classique.
Dans le même théâtre napolitain est donné en 1724, L'Eraclea de Leonardo Vinci.

## Rôles
| Rôle                               | Type de voix       | Distribution à la création               |
| ---------------------------------- | ------------------ | ---------------------------------------- |
| Eraclea                            | soprano            | Margherita Salicoli Suini                |
| Flavia, fille d'Eraclea            | soprano            | Maria Maddalena Bonavia                  |
| Irene, fille d'Eraclea             | contralto          | Lucrezia D'Andrè, « la Carò »            |
| Decio, Cavalier                    | soprano castrat    | Francesco De Grandis, « il Checchino »   |
| Marcello, Conselo Romano           | ténor              | Giovanni Buzzoleni                       |
| Damiro, Cavalier Siracusano        | soprano castrat    | Stefano Romani, « il Pignattino »        |
| Iliso, Cavalier Siracusano         | contralto travesti | Francesca Vanini Boschi, « la Salomona » |
| Livio, page de Decio               | contralto travesti | Chiara Stella Cenacchi                   |
| Alfeo, Maestro di Flavia e d'Irene | basse              | Pietro Paolo Benigni                     |

## Argument
Le livret de L'Eraclea évoque une page de l'histoire romaine, la seconde guerre punique, auquel s'ajoutent des inventions purement imaginaires. Au sein de la trame se mêle le classique drame de l'hésitation entre le devoir et l'amour, où se greffe une comédie romantique (les deux filles d'Éraclée échangent leurs amants) et une farce dans laquelle le page Livio se déguise en femme et tente de séduire le tuteur d'Éraclée, un vieux pédant.
Ce mélange au sein de l'opera seria, de drame, de comédie et de farce, présent également dans chaque acte, perdurera durant tout le XVIIIe siècle.

## Manuscrits
- Berlin
- Bruxelles, Bibliothèque royale de Belgique, B-Br (Ms. II 3964, Mus Fétis 2521)[5].

## Partition moderne
- L'Eraclea, éd. Donald Jay Grout, Harvard University Press, 1974 (OCLC 1017830888).

## Discographie
- Aria : A questo nuovo affanno - Elizabeth Watts, soprano ; The English Concert, dir. Laurence Cummings (2015, SACD Harmonia Mundi HMU 807574) (OCLC 973620130) — dans Con eco d'amore avec d'autres arias et cantates de Scarlatti.